# Avangard (míssil)
O Avangard (em russo:  Авангард, "Vanguarda"; anteriormente conhecido como Objekt 4202, Yu-71 e Yu-74) é um veículo planador hipersônico russo (HGV) que pode ser transportado como uma carga útil MIRV pelos ICBMs pesados UR-100UTTKh, R-36M2 e RS-28 Sarmat. Ele pode entregar cargas nucleares e convencionais. O Avangard é supostamente capaz de viajar em velocidades de reentrada (acima de Mach 27).
A Avangard é uma das seis novas armas estratégicas russas reveladas pelo presidente russo, Vladimir Putin, em 1 de março de 2018.

## Projeto
Os veículos pesados diferem dos mísseis balísticos tradicionais pela sua capacidade de manobrar e operar em altitudes mais baixas. O Avangard é capaz de ser armado com armas nucleares e foi projetado para ser lançado sobre um míssil balístico intercontinental (ICBM).

## Desenvolvimento
As origens do veículo planador hipersônico Avangard (HGV) remontam a meados da década de 1980, época em que a URSS iniciou a pesquisa sobre ogivas hipersônicas. Esse esforço inicial cessou na época da dissolução da União Soviética em 1991. O fabricante de defesa russo NPO Mashinostroeniya supostamente restabeleceu o projeto em meados da década de 1990 sob a designação de "Projeto 4202".
Houve aproximadamente 14 testes de voo relatados do Avangard entre 1990 e 2018. Em dezembro de 2018, a Rússia testou o disparo da arma da base de mísseis Dombarovskiy em Orenburg Oblast. Os testadores instalaram o HGV em cima de um ICBM SS-19, que impulsionou o veículo mais de 6.000 km antes de atingir um alvo no campo de tiro Kura em Kamchatka.
A intervenção militar da Rússia na Ucrânia em 2014 supostamente atrasou o desenvolvimento do Avangard, pois a Ucrânia fabricou um sistema crítico de manobra e controle de mira para a arma. Esse desenvolvimento forçou a Rússia a lançar um importante programa de substituição para o dispositivo de controle. O vice-ministro da Defesa russo, Yury Borisov, em 2018, fez pouco caso de outros obstáculos técnicos relacionados às superfícies de controle e blindagem térmica do Avangard, observando que a temperatura da superfície do veículo atinge 2.000 graus Celsius.
A Rússia declarou repetidamente que está desenvolvendo armas hipersônicas para garantir que as forças estratégicas russas possam penetrar nas futuras defesas aéreas e de mísseis dos EUA.

## Histórico de serviço
Em março de 2018, o presidente Putin disse que o Avangard HGV já havia entrado em produção em série. Em dezembro de 2018, o presidente russo Putin disse que seu país implantaria o primeiro regimento Avangard em 2019. Isso é mais cedo do que o esperado, com a maioria dos analistas públicos dos EUA escrevendo que o HGV provavelmente entraria em serviço no início da década de 2020. Também em dezembro, o ministro da Defesa Sergey Shoigu anunciou que "31 lançadores com os Yars e Avangard ICBMs assumirão o dever de combate na Força de Mísseis Estratégicos". Até 2025, a Rússia usou operacionalmente suas armas hipersônicas em ataques contra alvos ucranianos importantes. Avangard não foi usado operacionalmente.